# Alana de la Garza
Alana de la Garza (Columbus, 18 juni 1976) is een Amerikaans actrice. Ze is vooral bekend door haar rol Connie Rubirosa in de televisieserie Law & Order, en door haar terugkerende rol Marisol Delko in de televisieserie CSI: Miami.

## Biografie
De la Garza werd geboren in Columbus en groeide op in El Paso. Zij heeft gestudeerd aan de universiteit van Texas in Austin. Na haar studie verhuisde zij naar Orlando waar zij begon als actrice in kleine films, toen zij verhuisde naar New York brak zij door als actrice. Later verhuisde zij naar Los Angeles.
De la Garza is vanaf 2008 getrouwd met auteur Michael Roberts met wie zij twee kinderen heeft.

## Filmografie

### Films
Uitgezonderd korte films.
- 2013 Are You Here – als Victoria Riolobos
- 2012 Deadly Hope – als Joanne Connors
- 2006 Mr. Fix It – als Sophia
- 2004 El Segundo – als Delicia
- 2002 Bending All the Rules – als vrouw die drank bestelt

### Televisieseries
Uitgezonderd eenmalige gastrollen.
- 2019 - 2021 FBI - als speciaal agente Isobel Castille - 25 afl.
- 2020 FBI: Most Wanted - als speciaal agente Isobel Castille - 4 afl.
- 2016 - 2017 Criminal Minds: Beyond Borders - als Clara Seger - 26 afl.
- 2015 Scorpion - als Adriana Molina - 3 afl.
- 2014 - 2015 Forever - als rechercheur Jo Martinez - 22 afl.
- 2013 Do No Harm – als dr. Lena Solis – 13 afl.
- 2005 – 2011 CSI: Miami – als Marisol Delko – 12 afl.
- 2011 Law & Order: Los Angeles – als assistente officier van justitie Connie Rubirosa – 8 afl.
- 2006 – 2010 Law & Order – als assistente officier van justitie Connie Rubirosa – 85 afl.
- 2006 The Book of Daniel – als Jessie Gilmore – 3 afl.
- 2004 – 2005 The Mountain – als Maria Serrano – 13 afl.
- 2001 All My Children – als Rosa Santos - 18 afl.

- Bibliothèque nationale de France: cb170355966 (data)
- International Standard Name Identifier: 0000 0001 3912 2599
- Library of Congress Control Number: no2011164130
- Nederlandse Thesaurus van Auteursnamen: 398123748
- Virtual International Authority File: 187391367
- WorldCat: E39PBJfcJDj3yRh4XhrCXgxCcP